# Lista liceelor din Brașov
Următoarea este o listă cu cele 22 de licee din municipiul Brașov, grupate pe categorii.

## Lista

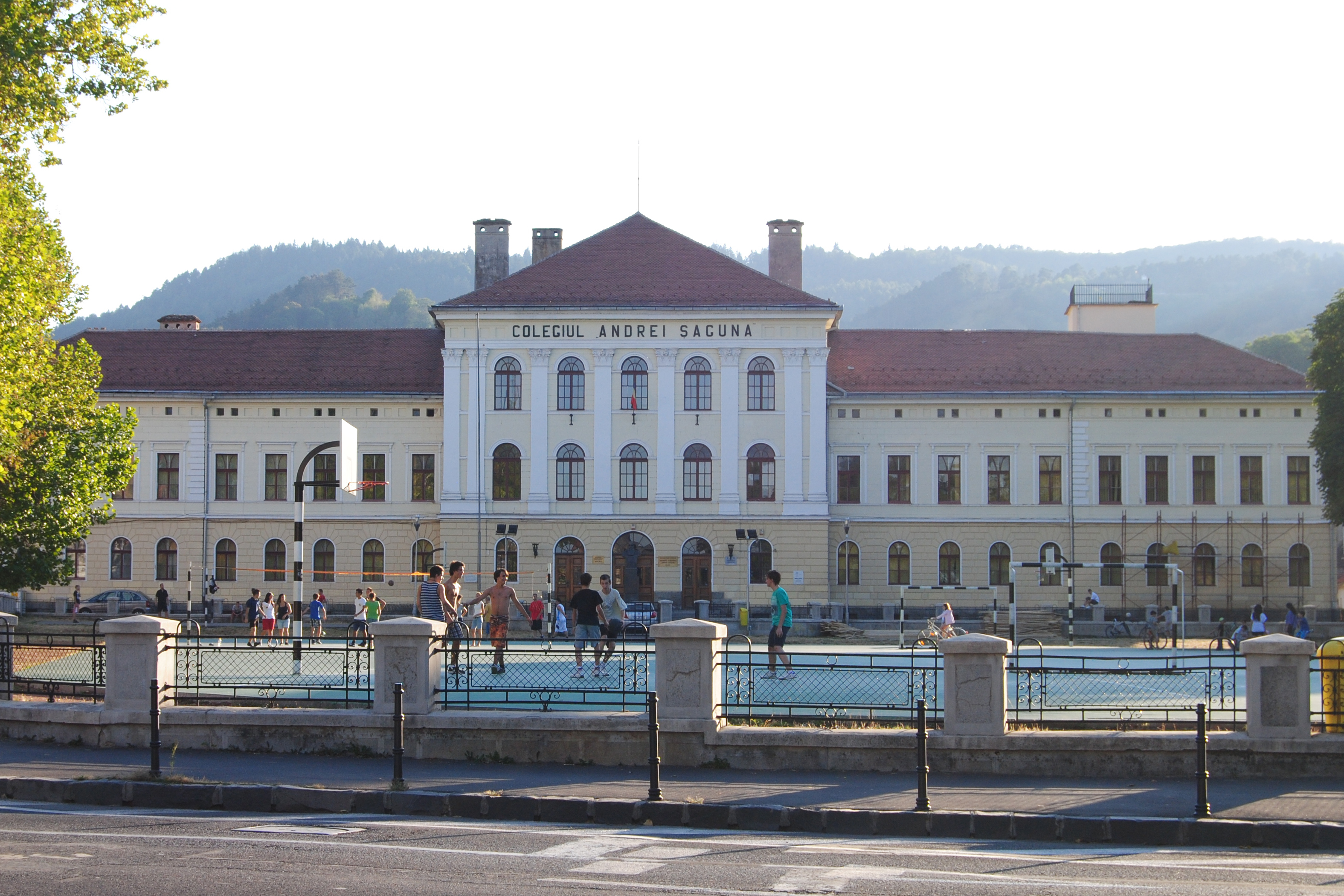
Colegiul Național
„Andrei Șaguna”

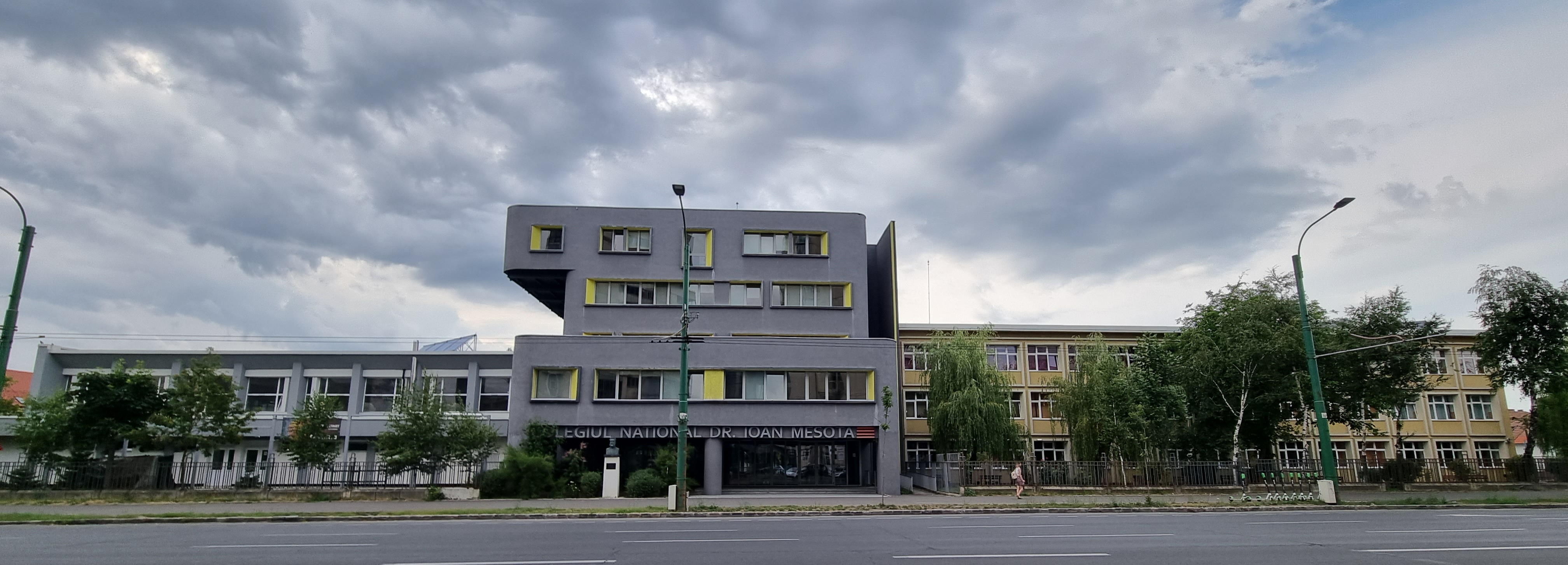
Colegiul Național
„Dr. Ioan Meșotă”

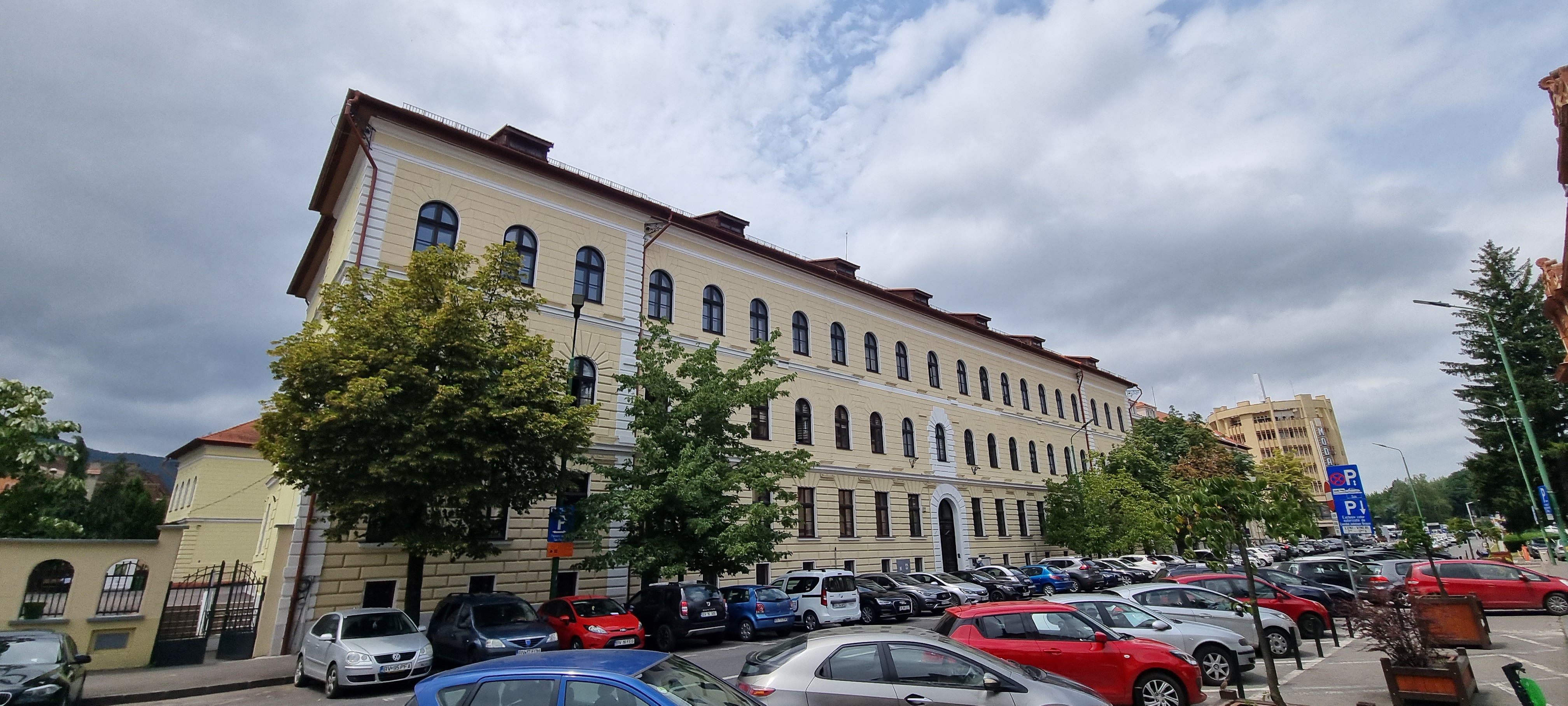
Colegiul Național
„Unirea”

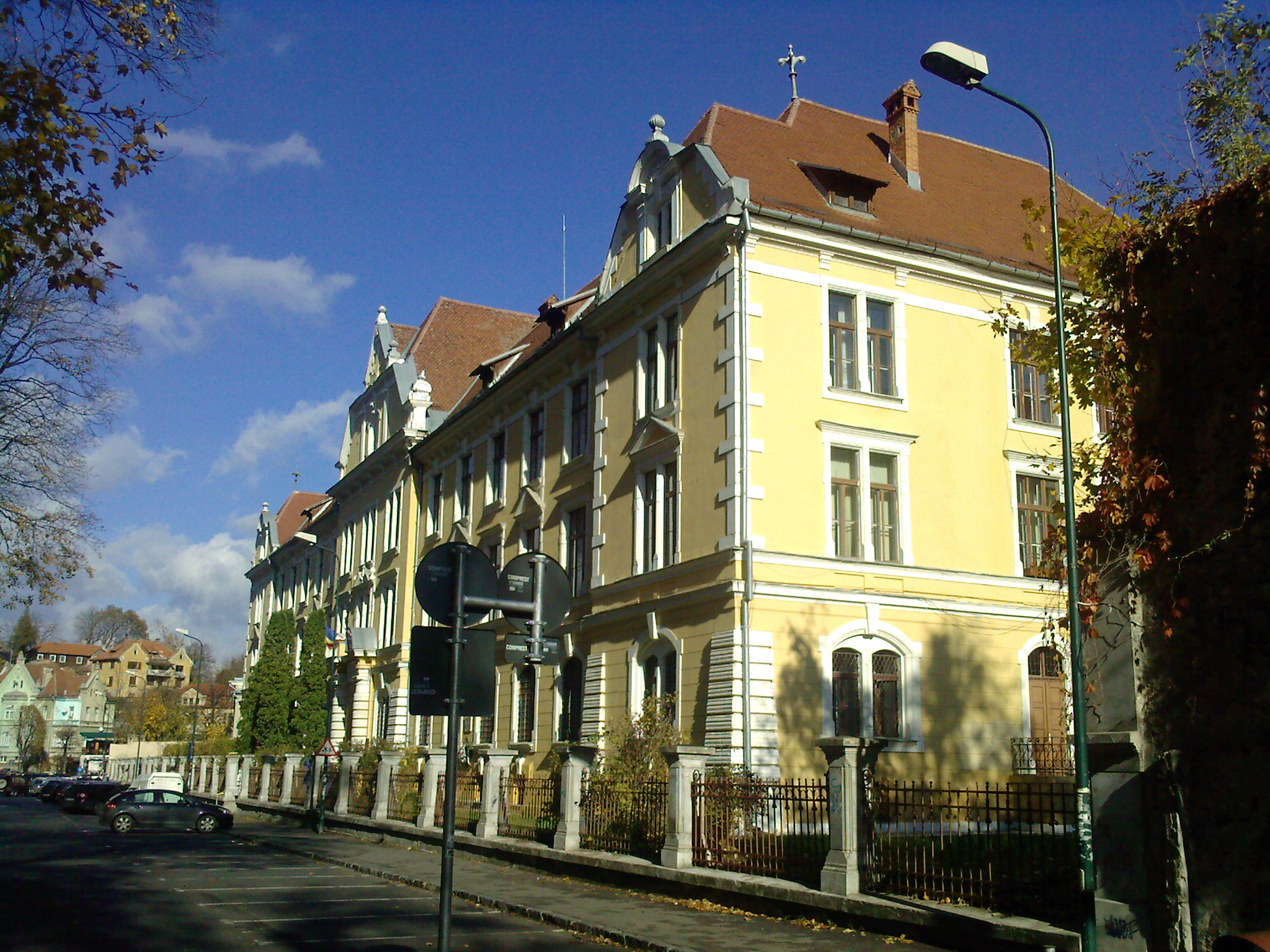
Colegiul Național
„Áprily Lajos”

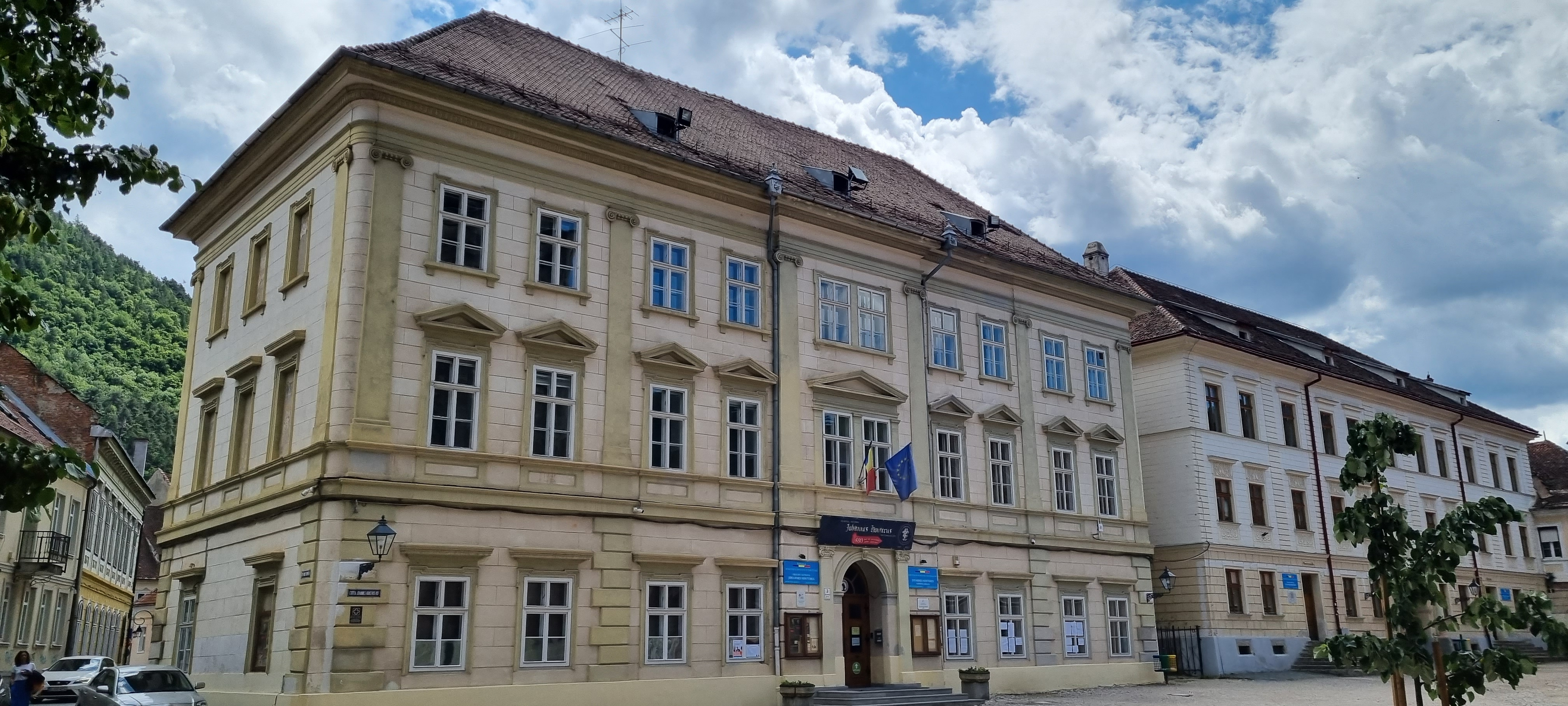
Colegiul Național
„Johannes Honterus”

### Colegii
- Colegiul Național „Andrei Șaguna” [1]
- Colegiul Național „Dr. Ioan Meșotă” [2]
- Colegiul Național „Unirea” [3]
- Colegiul Național de Informatică „Grigore Moisil” [4]
- Colegiul Național „Aprily Lajos” [5]
- Colegiul Național „Johannes Honterus” [6]
- Colegiul Național Economic „Andrei Bârseanu” [7]
- Colegiul de Științe ale Naturii „Emil Racoviță” [8]
- Colegiul de Științe „Grigore Antipa” [9]
- Colegiul „Nicolae Titulescu” [10]

### Licee
- Liceul „Andrei Mureșanu” [11]
- Liceul de Arte Plastice „Hans Mattis-Teutsch” -  Arhivat în 28 septembrie 2013, la Wayback Machine.
- Liceul de Muzică „Tudor Ciortea” -
- Liceul cu Program Sportiv

### Colegii tehnice
- Colegiul Tehnic „Mircea Cristea”
- Colegiul Tehnic „Transilvania”
- Colegiul Tehnic „Maria Baiulescu”
- Colegiul Tehnic „Remus Răduleț”  Arhivat în 3 februarie 2014, la Wayback Machine.
- Colegiul Tehnic de Transporturi

### Alte grupuri școlare
- Liceul Tehnologic Silvic „Dr. Nicolae Rucăreanu”
- Seminarul Teologic Liceal Ortodox „D. Stăniloaie”
- Liceul „Europa Unită” (particular)

## Legături utile
- Educația în România
- site-ul Ministerului Educației